# 堇叶芥
堇叶芥（学名：Neomartinella violifolia）为十字花科堇叶芥属下的一个种。